# Leo klub
Leo klubi so svetovna, dobrodelna, nepolitična in nereligiozna organizacija. Leoizem ali LEO gibanje je nastalo kot ideja LIONS klubov, da ustanovijo dobrodelna združenja mladih s ciljem pomagati svojim vrstnikom. Leo klubi tako združujejo mlade ljudi med 16. in 30. letom, ki so pripravljeni pomagati tistim, ki so pomoči potrebni. Člani delo opravljajo prostovoljno oz. brez plačila. Odzovejo se tudi ob nenadnih dogodkih in naravnih katastrofah.
Vsak Leo klub deluje v svojem ožjem in širšem domačem okolju, tako da organizira različne akcije, kot so delavnice, tečaji, koncerti, plesi, dražbe, razstave in podobno, vse z namenom zbiranja denarnih ali materialnih sredstev za pomoči potrebnim posameznikom, družinam, in različnim skupinam. Klubi se tudi vključujejo v vzgojno izobraževalne programe zavodov in pomagajo njihovim varovancem.

## Kratica »LEO«
Izhaja iz angleške besedne zveze »Leadership, Experience, Opportunity« (vodenje, izkušnje, priložnost), kar je tudi vodilo delovanja Leo klubov. Članstvo v Leo klubu je namreč za mlade priložnost, da prevzamejo odgovornost in se naučijo vodenja, ter priložnost, da si naberejo izkušnje. To se odraža predvsem v timskem delu, na katerem temelji delovanje Leo klubov.
Namen Leo gibanja je s prijateljskim združevanjem članov društva razvijati in pospeševati medsebojno razumevanje in spoštovanje ter zavzemati se za svobodo človeka in duha, za kulturni, socialni in splošni razvoj družbe ob doslednem spoštovanju pravnega reda Republike Slovenije kakor tudi pravil mednarodnega združenja Leo klubov.

## Zveza Leo klubov
Leo klubi so povezani v zvezo Leo klubov, imenovano LEO Distrikt 129, Slovenija. V Sloveniji je trenutno aktivnih 16 klubov. V letu 2021 je aktivnih okoli 200 članov.
LEO Distrikt 129, Slovenija je zveza, ki jo je 1. decembra 2001 ustanovilo prvih šest aktivnih Leo klubov v Sloveniji. Poglavitne naloge Leo Distrikta 129 so širjenje Leo poslanstva med mladimi, motivacija in skrb za članstvo v Leo klubih, razvoj organizacije, povezovanje Leo klubov, izvajanje skupnih aktivnosti in mednarodno udejstvovanje.

## Seznam Leo klubov
v Zvezi LEO klubov Slovenije - Leo Distrikt 129, so združeni naslednji klubi:
- Leo klub Celjski vitezi
- Leo klub Konjice
- Leo klub Koper - Capodistria
- Leo klub Lendava
- Leo klub Ljubljana
- Leo klub Ljubljana - Tivoli
- Leo klub Ljutomer
- Leo klub Maribor
- Leo klub Mavrica Celje
- Leo klub Nova Gorica - Vogrsko
- Leo klub Novo mesto
- Leo klub Ptuj
- Leo klub Rogaška
- Leo klub Slovenska Bistrica
- Leo klub Trebnje
- Leo klub Vrhnika

## Zgodovina
Prvi LEO klub je bil ustanovljen 5.12.1957 na srednji šoli v Abingdonu, ZDA. Kasneje se je Leo gibanje razširilo po celem svetu. Danes deluje že preko 6000 Leo klubov s preko 140.000 člani v 139 državah. Njihov skupni slogan je »We serve« - »Pomagamo!«.
Leo gibanje v Sloveniji se je začelo decembra 1993 z ustanovitvijo prvega Leo kluba v Ljubljani. Kmalu so se pridružili še Leo klub Maribor, Leo klub Nova Gorica, Leo klub Ljubljana Rožnik-Forum, Leo klub Celjski vitezi ter Leo klub Mavrica Celje.
Leta 2001 je bila ustanovljena Zveza Leo klubov, imenovana Leo Distrikt 129, Slovenija. Prvi predsednik zveze je bil Andrej Brumat.
V letu 2009 je Leo distrikt 129, Slovenija pomagal ustanoviti prvi Leo klub v Srbiji (Leo klub Neo Planta).
Predsedniki Zveze Leo klubov Slovenija:
- Andrej Brumat (2001/2002, 2002/2003)
- Gaber Marolt (2003/2004)
- Jure Mlakar (2004/2005)
- Aleksander Šinigoj (2005/2006)
- Anja Cipot Pustatičnik (2006/2007)
- Žiga Tolič (2007/2008)
- Tina Kocijančič (2008/2009)
- Mirjam Noč (2009/2010)
- Primož Punčuh (2010/2011)
- Peter Ribič (2011/2012)
- Petra Zupančič (2012/2013)
- Damjan Matičič (2013/2014)
- Urša Golob (2014/2015)
- Črt Klančič (2015/2016)
- Gal Šumak Pečenko (2016/2017)
- Glorija Meglič (2017/2018)
- Matic Cmok (2018/2019)
- Ema Trobentar (2019/2020)
- Valentina Pugelj (2020/2021)
- Eva Jereb (2021/2022)

## Leo nacionalna konvencija in LEF (Leo Europa Forum)
Klubi se med seboj vsako leto srečujejo na nacionalni konvenciji, mednarodno pa se klubi srečujejo na »Leo Evropa Forum« (LEF), ki se organizira vsako leto v drugi državi. Leta 2005 je bila Slovenija prvič gostiteljica tega evropskega srečanja. Na vsakem takem srečanju se člani izobražujejo na različnih tematskih delavnicah, obiskujejo zanimive kraje države gostiteljice, spoznavajo delovanja drugih klubov, spoznavajo nove prijatelje, predvsem pa gre za druženje mladih in nabiranje izkušenj. Izkupiček družabno–izobraževalnih srečanj se nameni v praviloma vnaprej izbran humanitarni namen prejemnikom iz regije, kjer poteka srečanje.